# Nien Sön Ling

Nien Sön Ling um 1920

Nien Sön Ling (* 17. November 1892 in der Provinz Tschekiang, Kaiserreich China; † 22. Dezember 1946 in Berlin) war ein chinesischer Schauspieler beim deutschen Film.

## Leben und Wirken
Über Lings Herkunft und frühes Leben ist derzeit nichts bekannt; es gibt Hinweise, dass er seit seiner Ankunft in Europa noch vor dem Ersten Weltkrieg als Kaufmann (Import von chinesischen Kleingütern) gearbeitet hat. Seit 1919 ist er im deutschen Film nachweisbar, als er seinen Einstand an der Seite seines Landsmanns Henry Sze in Joe Mays aufwändigem Achtteiler Die Herrin der Welt gab. Fortan wurde Nien Sön Ling in den kommenden zwei Jahrzehnten mit zumeist kleinen Rollen bedacht, regelmäßig als Exot vom Dienst, als der er stets die asiatische Note auszufüllen hatte. Der aus Tschekiang stammende Mime wurde häufig als gefährlicher Fremdling besetzt, aber auch als Diplomat, Anhänger einer religiösen Sekte oder als Lakai. Nach dem Ausbruch des Zweiten Weltkriegs konnte Ling nicht mehr filmen, und er schlug sich mutmaßlich bis zu seinem frühen Tod im zerstörten Nachkriegs-Berlin als Artist durch.

## Filmografie (Auswahl)
- 1919: Die Herrin der Welt, 1. Teil: Die Freundin des gelben Mannes
- 1919: Die Herrin der Welt, 4. Teil: König Makombe
- 1919: Die Freundin des gelben Mannes
- 1920: Dämon Blut
- 1920: Dämon Blut, 2. Teil: Vergiftetes Blut
- 1920: Der gelbe Diplomat
- 1920: Die Dreizehn aus Stahl
- 1920: Die Sonne Asiens
- 1920: Schiffe und Menschen
- 1920: Tötendes Schweigen
- 1921: Das Geheimnis von Bombay
- 1921: Der Silberkönig (4 Teile)
- 1921: Perlen bedeuten Tränen
- 1921: Vergiftetes Blut
- 1922: Jiu-Jitsu-Meisterin
- 1922: Praschnas Geheimnis
- 1923: Wettlauf ums Glück
- 1925: Briefe, die ihn nicht erreichten
- 1925: Der Bastard
- 1926: Dagfin
- 1927: Colonialskandal
- 1927: Der große Unbekannte
- 1927: Die Frau ohne Namen (2 Teile)
- 1927: Die Gefangene von Shanghai
- 1927: Die weiße Spinne
- 1927: Die Welt ohne Waffen
- 1927: Glanz und Elend der Kurtisanen
- 1928: Moderne Piraten
- 1929: Achtung! Liebe! Lebensgefahr!
- 1929: Großstadtschmetterling
- 1929: Nachtgestalten
- 1929: Auf Leben und Tod
- 1933: Der Läufer von Marathon
- 1937: Zu neuen Ufern
- 1938: Drops wird Flieger
- 1938: Ikaruskinder
- 1939: Dein Leben gehört mir!
- 1939: Die barmherzige Lüge